# Cantonul Malemort-sur-Corrèze
Cantonul Malemort-sur-Corrèze este un canton din arondismentul Brive-la-Gaillarde, departamentul Corrèze, regiunea Limousin, Franța.

## Comune
- La Chapelle-aux-Brocs
- Dampniat
- Malemort-sur-Corrèze (reședință)
- Ussac
- Varetz
- Venarsal